# Риверс (држава)
Риверс је једна од савезних држава Нигерије. Налази се на југу земље у појасу Делте Нигера, а главни град државе је град Порт Харкорт. 
Држава Риверс је формирана 1967. године. Заузима површину од 11.077 km² и има 5.185.400 становника (подаци из 2006). 